# Islas Surin
Islas Surin (en tailandés: หมู่เกาะสุรินทร) es un archipiélago de cinco islas del mar de Andaman, que se encuentra a 55 km de la parte continental de Tailandia. Administrativamente, las islas son parte de Tambon Ko Phra Thong, en la provincia de Phang Nga del sur de Tailandia.
El parque nacional de Mu Ko Surin (อุทยานแห่งชาติหมู่เกาะสุรินทร) cubre el área de las islas y sus aguas circundantes, con una superficie de 135 kilómetros cuadrados. Fue declarado en el año 1981, como el parque 29.º del país. El parque es uno de los sitios de buceo más famosos del mundo, Roca Richelieu. Además las islas cuentan con arrecifes vírgenes, por lo que es también ideal para la práctica de snorkeling en Tailandia.